# Michele Gismondi
Michele Gismondi (Montegranaro, Província de Fermo, 11 de juny de 1931 - Ídem, 4 de setembre de 2013) va ser un ciclista italià que fou professional entre 1952 i 1961. Fou un fidel gregari de Fausto Coppi durant bona part de la seva carrera.
Durant la seva carrera aconseguí 6 victòries, però l'èxit més important fou la medalla de plata al Campionat del món de ciclisme de 1959 a Zandvoort, prova en la qual ja havia estat a punt d'aconseguir una medalla el 1953 i 1954, en quedar quart.

## Palmarès
- 1953
  - 1r al Gran Premi de la Indústria, Belmonte-Piceno
- 1955
  - Vencedor de 2 etapes del Gran Premio Ciclomotoristico
- 1957
  - Vencedor d'una etapa del Gran Premio Ciclomotoristico
- 1958
  - 1r a Imola
- 1959
  - 1r a la Copa Agostoni
  - Medalla de plata al Campionat del món de ciclisme

### Resultats al Giro d'Itàlia
- 1959. 16è de la classificació general
- 1960. 24è de la classificació general

### Resultats al Tour de França
- 1959. 30è de la classificació general